# Zijspanrally
Een zijspanrally is een in de Verenigde Staten en diverse Europese landen (vooral Frankrijk) populaire motorsport waarbij met snelle zijspancombinaties proeven op voornamelijk verharde wegen worden gereden.